# Abrogans
Abrogans eller Codex Abrogans (St Gall, Stiftsbibliothek, Cod. 911) er en liste med ord fra Det gamle Testamente oversat fra middelalderlatin til oldhøjtysk. Manuskriptet er i biblioteket på Sankt Gallens Kloster og betragtes som den ældst bevarede bog på tysk.
Manuskriptet stammer fra 775/76. Det indeholder en liste på omkring 3.670 oldhøjtyske ord (vist i flere end 14.600 teksteksempler) og er en værdifuld kilde til viden om det ældste højtyske sprog. Det blev navngivet af tyske forskere efter den første side: abrogans = dheomodi (latin = moderne tysk: demütig, beskeden).
Værket er tilskrevet enten den tyske biskop Arbeo af Freising († 783 eller 784) eller benediktinermunken Kero.

## Indhold
Den tyske Abrogans er en middelalderlatin-oldhøjtysk tesaurus, som dog ikke blev skrevet ud fra en samling af latin-oldhøjtyske oversættelser, men som udelukkende var på latin. Denne latin-latin gloseliste, denne Abrogans, blev sammenskrevet i Italien (muligvis i det vigtige syditalienske kloster Vivarium) fra flere senantikke og tidlige middelalderlige ordlister. Således opstod en ordliste, hvori sjældne udtryk hovedsagelig fra bibelsk latin blev forklaret.
Den blev sandsynligvis oversat til tysk i anden halvdel af 700-tallet i det gamle bayeriske bispedømme Freising, som var under biskop Arbeos ledelse fra 763 til 783. På den tid blev begge de latinske nøgleord indskrevet ved siden af den oldhøjtyske betydning. For eksempel:
| faterlih | fater |
| abba     | pater |

Det gav dårlige oversættelser i midten af 700-tallet. Ikke desto mindre giver Abrograns meget materiale for sprogforskere, som stadig ikke har analyseret den til fulde. Der er endnu omkring 500 ord, som ikke optræder i andre oldhøjtyske tekster.

## Bevarede afskrifter
Der er intet tilbage af det oprindelige Abrogans fra 700-tallet. Der findes kun tre yngre alemanniske kopier. Den bedste, omend slagtede håndskrift, er den direkte kopi af arketypen, der blev skrevet omkring 810 i Murbach til Karl den Store eller i Regensburg under biskop Baturich. (Paris, Bibl. Nat., cod. lat. 7640, f. 124r-132v).